# Trachelipus riparianus
Trachelipus riparianus is een pissebed uit de familie Trachelipodidae. De wetenschappelijke naam van de soort is voor het eerst geldig gepubliceerd in 1936 door Karl Wilhelm Verhoeff.